# Abbaye de Paulinzella
L’abbaye de Paulinzella est une ancienne abbaye bénédictine à Paulinzella dans le Land de Thuringe et le diocèse d'Erfurt.

## Histoire
L'origine de Paulinzella réside dans un ermitage, fondé entre 1102 et 1105 par la noble saxonne Pauline de Paulinzella ou de Schwarzbourg (fête le 14 mars). Pauline est la fille du greffier Moricho (Moritz) de la cour du roi Henri IV. En 1068, le roi donne à Moricho 24 sabots royaux à Gebstedt. Moricho, qui selon un autre document est un frère de l'évêque de Mersebourg Werner von Wolkenburg, laisse ces biens à sa fille Pauline, qui résidait auparavant à Gatterstädt (près de Querfurt), avant d'entrer dans l'abbaye de Hirsau. Pauline acquiert aussi des biens à Hengelbach, Liebringen et Nahewindten. Selon la légende, la fondation actuelle de l'abbaye, à l'origine appelé Marienzelle, dans la première colonie franconienne remonte à un accident de voyage impliquant Pauline dans la vallée forestière auparavant peu peuplée.
Les travaux sur le complexe de l'abbaye commencent en 1106. En 1107, selon la volonté de sa fondatrice Pauline, décédée cette année-là, l'abbaye rejoint la réforme de Hirsau ; la convention de fondation bénédictine de Paulinzella vient également de Hirsau. En 1124, l'église abbatiale, modelée sur l'église abbatiale de Hirsau, est consacrée. En 1133, les abbayes bénédictines de Paulinzella et Hirsau sont les premiers moines à fonder l'abbaye de Thalbürgel (de). Le monastère de Paulinzella lui-même est rapidement devenu riche : l'abbé a 19 villages, le monastère double possède plus de biens dans 52 autres endroits et Paulinzella possède des droits dans plus de 100 endroits. Le centre économique de l'abbaye et de ses villages est ce qui est aujourd'hui l'atelier de Neusis, village aujourd'hui disparu entre Gösselborn et Hengelbach.

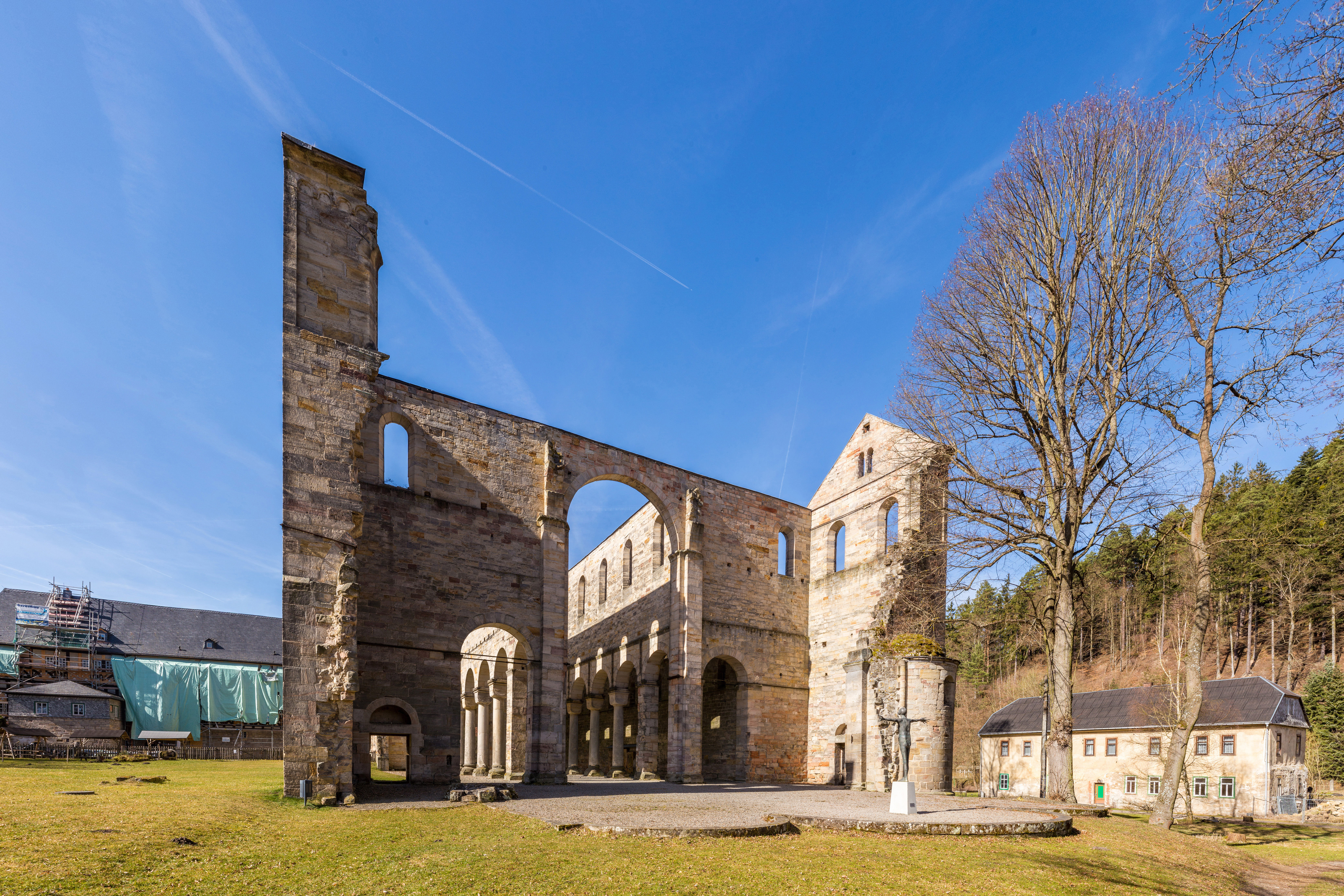
Vue du côté est de l'église abbatiale.

Le troisième abbé reçoit l'infule de l'archevêque de Mayence Conrad de Wittelsbach en 1195. Jusqu'au milieu du XIVe siècle, Paulinzella devient une abbaye simplement masculine. Au début, l'abbaye a le libre choix du Vogt : ce sera longtemps la maison de Schwarzbourg. D'autres familles nobles et riches près du monastère sont en relation. Les abbés de Paulinzella exercent le patronage sur 24 églises ou chapelles.
La guerre des Paysans allemands en 1525 et la conversion à la Réforme protestante de la maison de Schwarzbourg en 1533 sont à l'origine de la dissolution de l'abbaye en 1542. Henri de Schwarzbourg-Leutenberg confisque toutes les possessions du monastère.
Les bâtiments sont abandonnés ou démontés comme carrière de grès, notamment après l'incendie en 1600. En 1680, certaines parties conventionnelles sont rénovées.
Un pavillon de chasse des comtes de Schwarzbourg-Rudolstadt y est construit au XVIIIe siècle. Dès la fin du XVIIIe siècle, des mesures de précaution prudentes sont prises pour protéger les ruines du monastère, appréciées depuis par les romantiques. Johann Wolfgang von Goethe et Friedrich Schiller sont profondément impressionnés par les vestiges pittoresques. Elle acquiert une grande importance en tant qu'exemple du mouvement de réforme de Hirsau dans la construction d'églises depuis la destruction complète de l'église de Hirsau en 1692.

## Maison officielle de Paulinzella

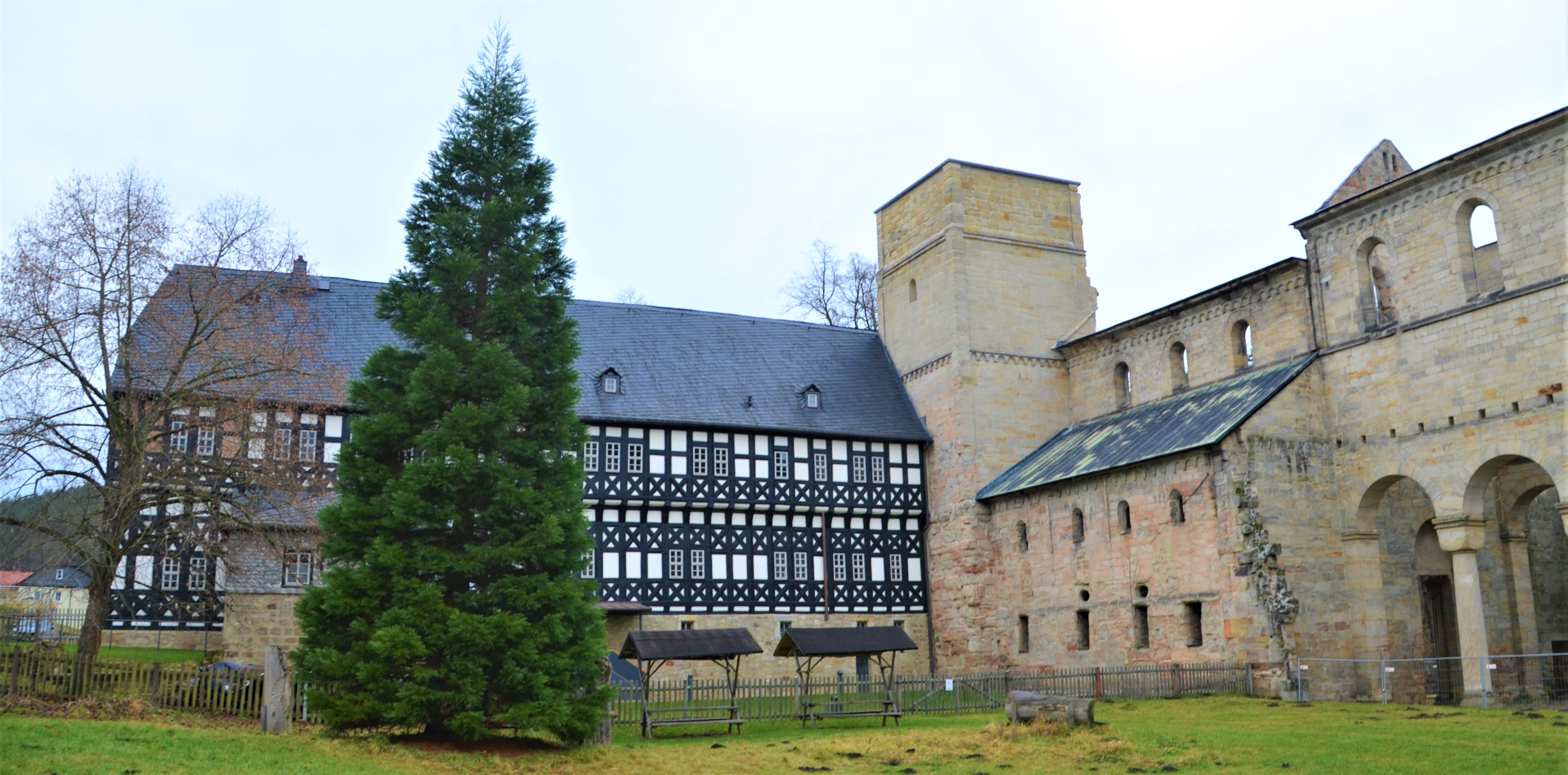
Maison officielle de Paulinzella.

La maison officielle est une construction à colombages à plusieurs étages et se raccorde au sud, à angle droit, aux ruines de l'église. Une construction précédente a été détruite par un grand incendie. La nouvelle a débuté à la fin du XVe siècle. Son colombage en porte-à-faux et à étages est frappant, avec des contreforts croisés intégrés dans les parapets comme forme décorative. Le bâtiment comportait deux grands salons avec poêle en faïence, dont l'un a été réhabilité lors de la rénovation de 2014 à 2018 (prêt de la fondation Klassik Stiftung Weimar). Les locaux abritaient également une cuisine et, dans la partie sud, une grande pièce, sans doute à l'origine le réfectoire du monastère. Une autre pièce est dotée d'une voûte en berceau en bois avec des peintures au pochoir qui ont été rendues visibles aujourd'hui sur les poutres porteuses. Après la suppression du monastère, le bâtiment qui appartenait auparavant à la clôture est devenu la maison officielle. C'est là que se trouve aujourd'hui le bureau forestier de Paulinzella de Thüringen Forst. Le sous-sol est utilisé pour la pédagogie de la forêt.

## Source
- (de) Cet article est partiellement ou en totalité issu de l’article de Wikipédia en allemand intitulé « Kloster Paulinzella » (voir la liste des auteurs).